# Plasma seminal

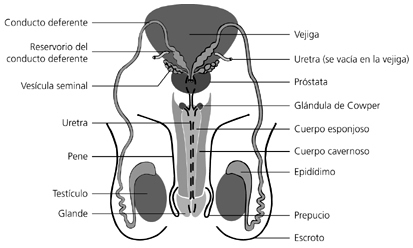
Sección frontal del sistema reproductor masculino. El plasma seminal se forma a partir de las secreciones de la vesícula seminal, la próstata, las glándulas de Cowper y secreciones menores en los testículos y el epidídimo.

El plasma seminal es el componente líquido, que forma la mayor parte del volumen del semen eyaculado de los machos mamíferos. 
Mantiene a los espermatozoides aptos para la fecundación. 
El plasma seminal es el líquido que resulta de las secreciones de las llamadas glándulas accesorias: principalmentel la glándula prostática y las vesículas seminales, en menor medida por la glándula bulbouretral, la glándula periuretral, los vasos deferentes y, en pequeña medida, las secreciones de los testículos y el epidídimo.
 
La cantidad y composición del plasma seminal humano se han estudiado, para el diagnóstico de afecciones como prostatitis, infertilidad y cáncer.

## Características
El Plasma seminal (PS) representa 90-95 % del volumen del semen que es eyaculado.

El PS mantiene la viabilidad de los espermatozoides eyaculados, hasta su paso a través de la unión útero-tubárica. Las funciones del PS incluyen: la protección de los gametos masculinos del ataque inmunológico de los leucocitos del útero, el mantenimiento de un  estado  no  capacitado y el apoyo metabólico de los espermatozoides.

## Formación y composición
El denominado  Plasma seminal (PS) es un producto artificial ya que no existe dentro del cuerpo, y es conformado durante el proceso de estudio del laboratorio. El PS no es un fluido homogéneo, es una mezcla de secreciones y no es un ambiente constante para los espermatozoides.
La comparación del volumen de líquido eyaculado, entre pre-vasectomía y post-vasectomía, reveló que alrededor de 90 % del volumen está compuesto por secreciones de las glándulas accesorias, principalmente la próstata y las vesículas seminales.
Durante la eyaculación, las primeras fracciones son fluidos originados en la próstata, en tanto las últimas fracciones tienen predominio de la secreción de las vesículas seminales.
El Plasma seminal (PS) está compuesto por una compleja variedad de elementos orgánicos e inorgánicos, que pueden no ser cruciales para la fertilización, pero hacen las condiciones adecuadas para la motilidad, la resistencia y el transporte de los espermatozoides en el tracto reproductivo femenino.
Contiene iones inorgánicos, hormonas específicas, péptidos y proteínas, colesterol, ADN y ARN (este dentro de vesículas extracelulares derivadas del epidídimo o la próstata).
El fluido se compone de nutrientes como fructosa y ácido cítrico, prostaglandinas y fibrinógeno.
Los componentes del plasma seminal, como los microARN y las citoquinas, pueden estimular la expresión genética de las células del útero, como una forma de preparar el revestimiento uterino para la concepción y la implantación.

## Glándulas secretoras

### Glándulas de Cowper y Littre
Previo a la eyaculación, las secreciones de las glándulas de Cowper y Littre han lubricado el canal de la uretra.

Estas emisiones del pene erecto conforman el líquido preseminal y forman parte de la respuesta sexual del hombre. El líquido preseminal cumple funciones de lubricación durante la actividad sexual, colabora en la neutralización de la acidez en la uretra y vagina, y contribuye la coagulación del semen.
- Glándulas bulbouretrales o de Cowper: las secreciones de estas glándulas conforman un moco grueso y claro compuesto por diversas glucoproteínas (como el antígeno prostático específico o PSA). El moco participa en la neutralización de la acidez del canal de la uretra, la vulva y brindan lubricación al pene durante el coito.[11]
- Glándulas periuretrales o de Littre: secretan también un moco viscoso compuesto por mucinas que contiene oxitocina, péptidos antimicrobianos (lisozima, lactoferrina) y anticuerpos. Cumplen también una función neutralización de la acidez, lubricación y inmunoprotección en el canal de la uretra, el glande y en el exterior e interior de la vulva.[1] [12]

Las secreciones que quedan en la uretra pasan a formar parte del plasma seminal en la eyaculación. Aproximadamente el 5 % de la eyaculación está formada por las secreciones de estas dos glándulas y conforma la primera fracción.

### Epidídimo
La formación del plasma seminal, se inicia a partir de las contracciones del músculo liso alrededor de la cola del epidídimo. Las contracciones expulsan a los espermatozoides, inmersos en el fluido de cauda epididimal (FCE también conocido como fluido de cauda epididimario), hacia los conductos deferentes. Este fluido es de naturaleza ácida y contiene proteínas como la β-N-acetilglucosaminidasa y la fibronectina, sintetizadas en el epidídimo y que participan en la maduración de los espermas.

### Conductos deferentes
Los conductos deferentes (ductus deferens) conectan la cola del epidídimo con los conductos eyaculatorios. 
 En estos tubos también se almacenan espermatozoides inmersos en el cauda epididimal que se distribuyen a lo largo de los ductos. De los epitelios se secretan aniones y proteínas (por ejemplo, acuaporina 9), y se absorben cationes que mantienen un ambiente luminal apto para el almacenamiento del esperma.
Al final de los conductos, se encuentra la ampolla deferente en donde se secreta ergotioneina, una sustancia antioxidante, y fructosa. Ambas secreciones contribuyen a la viabilidad de los espermatozoides en el plasma seminal.
Durante la eyaculación, los músculos en los conductos se contraen generando una acción peristáltica llevando los espermatozoides, el fluido del cauda epidimimal y el fluido luminal hacia la próstata.

### Próstata
Las secreciones generadas a partir de las contracciones de la próstata representan un volumen de 15 a 30 % del semen.

La próstata es la fuente principal de la fosfatasa ácida, ácido cítrico, inositol, calcio, zinc y magnesio que se encuentran en la eyaculación.   También provee al plasma seminal con la proteína albúmina y la hormona oxitocina.

### Vesículas seminales
Las vesículas seminales contribuye con alrededor de 50 % a 60 % del volumen eyaculado de semen humano. La secreción de las glándulas seminales está compuesta por fructosa (consumida por los espermas a través de la fructólisis) y especies reactivas de oxígeno como superóxido dismutasa, catalasa, par glutatión peroxidasa / reductasa, ácido ascórbico, ácido úrico y tioles (crean una barrera de antioxidantes que protegen a los espermas). También semenogelina (activa la coagulación del semen), péptido C (insulina endógena), ligandos de zinc (para estabilidad de la cromatina espermática), antígenos (previenen una respuesta inmunitaria ante los espermatozoides en el aparato reproductor femenino) y estimulantes de la motilidad de los espermatozoides como potasio, bicarbonato, magnesio, prostaglandinas (E, A, B y F) y prolactina.

## Funciones
El plasma seminal (PS) actúa en la regulación de la fertilidad y en la prolificidad en  animales y humanos. 
El PS modula la viabilidad y la función de los espermatozoides.
El PS afecta la capacidad de los espermatozoides para interactuar con el epitelio y las secreciones, que recubren el tracto genital femenino. 
El PS es portador de señales para el sistema inmunológico de la hembra.